# Adane Girma
Adane Girma est un footballeur international éthiopien, né le 25 janvier 1985. Il évolue tout d'abord au poste de défenseur, puis se reconvertit en tant qu'attaquant.

## Palmarès

### En club
| - Awassa City FC - Championnat d'Éthiopie : - Vainqueur : 2007. |  | - Saint-George SA - Championnat d'Éthiopie : - Vainqueur (4) : 2008, 2009, 2010 et 2012. - Finaliste : 2011. - Coupe d'Éthiopie : - Vainqueur : édition 2010-2011. |

### Distinctions personnelles
- 2011 : Co-meilleur buteur (avec Getaneh Kebede) du championnat d'Éthiopie en 2010-2011 avec 20 buts.
- 2012 : Meilleur buteur du championnat d'Éthiopie en 2011-2012 avec 23 buts.

## Statistiques
| Saison                | Club                  | Championnat           | Championnat | Championnat | Coupe(s) nationale(s) | Coupe(s) nationale(s) | Compétition(s) continentale(s) | Compétition(s) continentale(s) | Compétition(s) continentale(s) | Éthiopie | Éthiopie | Total | Total |
| Saison                | Club                  | Division              | M.          | B.          | M.                    | B.                    | Comp.                          | M.                             | B.                             | M.       | B.       | M.    | B.    |
| 2006-2007             | Awassa City FC        | 1                     | -           | -           | -                     | -                     | -                              | -                              | -                              | 4        | 0        | 4     | 0     |
| 2007-2008             | Saint-George SA       | 1                     | -           | -           | -                     | -                     | -                              | -                              | -                              | 5        | 1        | 5     | 1     |
| 2008-2009             | Saint-George SA       | 1                     | -           | -           | -                     | -                     | -                              | -                              | -                              | -        | -        | 0     | 0     |
| 2009-2010             | Saint-George SA       | 1                     | -           | -           | -                     | -                     | C1                             | 1                              | 1                              | 2        | 1        | 3     | 2     |
| 2010-2011             | Saint-George SA       | 1                     | 20          | 20          | -                     | -                     | C1                             | 1                              | 1                              | 3        | 0        | 24    | 21    |
| 2011-2012             | Saint-George SA       | 1                     | 23          | 23          | -                     | -                     | C2                             | 2                              | 4                              | 7        | 3        | 32    | 30    |
| 2012-2013             | Saint-George SA       | 1                     | -           | -           | -                     | -                     | C1                             | 2                              | 1                              | 7        | 3        | 9     | 4     |
| Total sur la carrière | Total sur la carrière | Total sur la carrière | 43          | 43          | -                     | -                     | -                              | 6                              | 7                              | 28       | 8        | 77    | 58    |

 En club, seuls les matchs où Girma marque sont pris en compte.

## Buts internationaux
| Buts internationaux de Adane Girma (8) | Buts internationaux de Adane Girma (8) | Buts internationaux de Adane Girma (8)                  | Buts internationaux de Adane Girma (8) | Buts internationaux de Adane Girma (8) | Buts internationaux de Adane Girma (8) | Buts internationaux de Adane Girma (8) | Buts internationaux de Adane Girma (8) |
|                                        | Date                                   | Lieu                                                    | Adversaire                             | Score                                  | Résultat                               | Compétition                            |                                        |
| -------------------------------------- | -------------------------------------- | ------------------------------------------------------- | -------------------------------------- | -------------------------------------- | -------------------------------------- | -------------------------------------- | -------------------------------------- |
| 1.                                     | 22 juin 2008                           | Stade d'Addis-Abeba, Addis-Abeba, Éthiopie              | Mauritanie                             | 6-1                                    | 6-1                                    | Qualifications Coupe du monde 2010     |                                        |
| 2.                                     | 30 novembre 2009                       | Nyayo National Stadium, Nairobi, Kenya                  | Djibouti                               | 0-2                                    | 0-5                                    | Coupe CECAFA des nations 2009          |                                        |
| 3.                                     | 8 octobre 2011                         | Stade d'Addis-Abeba, Addis-Abeba, Éthiopie              | Madagascar                             | 2-1                                    | 4-2                                    | Qualifications CAN 2012                |                                        |
| 4.                                     | 2 décembre 2011                        | Benjamin Mkapa National Stadium, Dar es Salam, Tanzanie | Malawi                                 | 1-0                                    | 1-1                                    | Coupe CECAFA des nations 2011          |                                        |
| 5.                                     | 17 juin 2012                           | Stade de l'Amitié, Cotonou, Bénin                       | Bénin                                  | 1-1                                    | 1-1                                    | Qualifications CAN 2013                |                                        |
| 6.                                     | 8 septembre 2012                       | Khartoum Stadium, Khartoum, Soudan                      | Soudan                                 | 3-2                                    | 5-3                                    | Qualifications CAN 2013                |                                        |
| 7.                                     | 14 octobre 2012                        | Stade d'Addis-Abeba, Addis-Abeba, Éthiopie              | Soudan                                 | 1-0                                    | 2-0                                    | Qualifications CAN 2013                |                                        |
| 8.                                     | 21 janvier 2013                        | Stade Mbombela, Nelspruit, Afrique du Sud               | Zambie                                 | 1-1                                    | 1-1                                    | CAN 2013                               |                                        |